# Pteronemobius rufipes
Pteronemobius rufipes är en insektsart som beskrevs av Lucien Chopard 1969. Pteronemobius rufipes ingår i släktet Pteronemobius och familjen syrsor.

## Underarter
Arten delas in i följande underarter:
- P. r. rufipes
- P. r. alboapicalis